# Arhidiakon
Arhidiakon (gr. aρχιδιάκονος [archidaikonos], lat. archidiaconus = naddiakon) je škofov namestnik in pomočnik.

## Zgodovina
- V zgodnjekrščanskih skupnostih prvi med diakoni, glavni škofov pomočnik in namestnik.
- V katoliški cerkvi je bil arhidiakon kapiteljski dostojanstvenik, ki upravlja nekaj dekanatov, naziv podeljuje tudi papež z izdajo apostolskega pisma. Od srednjega veka je bila to najvišja kanonična služba v stolnem kapitlju.

## Naloge arhidiakona
Čeprav arhidiakoni niso imeli škofovskega posvečenja, so bila njihova pooblastila zelo obsežna. Njihova naloga je bila varovati cerkveno disciplino, nadzorovati duhovnike in skrbeti za bogoslužje. Razglašali so škofovske (tudi patriarhove) odloke in so skrbeli, da so se le-ti izvajali. Presojali so tudi primernost in pripravljenost duhovniških kandidatov, kar je bila zelo občutljiva zadeva, saj se v srednjem veku večina od njih ni vzgajala v semeniščih, temveč so jih pripravljali razgledani duhovniki - magistri, ki so imeli določeno izobrazbo iz teologije in cerkvenega prava. Arhidiakoni so imeli pomembno besedo pri podeljevanju cerkvenih služb, župnij in beneficijev. Tudi pri inkorporaciji kakšne župnije drugi cerkveni ustanovi so morali dati svojo privolitev. Razsojali so v primeru sporov med duhovniki, izrekali cerkvene kazni (suspenzi, ekskomunikacije...). Nad javnimi prestopki so izrekali sodbe in razglasili kazni.

### Podelitev naziva
Obred slovesne blagoslovitve in podelitve naziva arhidiakon se imenuje umestitev in ga opravi krajevni škof.
Arhidiakon ima pravico, da sme pri slovesnostih v svoji župniji nositi škofovske znake, predvsem 
pektoral (naprsni križ) in škofovski prstan, kakor tudi ustrezno prelatsko duhovniško obleko, talar, rdeči cingulum, moceto, nekdaj pa so t. i. infulirani arhidiakoni lahko uporabljali tudi mitro, pastirsko škofovsko palico, biret itd.
Poslednji infulirani arhidiakon v Sloveniji je bil Franc Tovornik (1927-1973), nadžupnik v Slovenskih Konjicah.

## Arhidakonat
Izmed vseh slovenskih škofij so arhidakone in arhidiakonat obdržali zgolj v Ljubljanski nadškofiji. Ljubljanska nadškofija je trenutno organizacijsko razdeljena na štiri arhidiakonate.
Arhidiakonat je organizacijska in pastoralna enota več dekanij skupaj, ki tvorijo zaokroženo ozemlje nadškofije. Naloga arhidiakonov je, da pomagajo župnikom in dekanom, skrbijo za posodabljanje in prilagajanje praktičnega pastoralnega dela po dekanijah in župnijah, torej naloge, ki jih v škofijah brez arhidiakonatov običajno opravljajo naddekani.